# Riding in Vans with Boys
Riding in Vans with Boys é um documentário realizado por Matthew Beauchesne, lançado em 2003 que descreve a experiência da banda Kut U Up, um grupo relativamente desconhecido que foi em torné no Verão de 2002 e que abria as actuações de bandas como Blink-182, Green Day e Jimmy Eat World na torné designada de Pop Disaster Tour.
O nome do filme é uma referência no livro/filme Riding in Cars with Boys.